# Urs Martin
Urs Martin (* 6. Februar 1979 in Arbon, heimatberechtigt in Amriswil) ist ein Schweizer Politiker (SVP). Er ist seit Juni 2020 Regierungsrat im Kanton Thurgau und steht dem Departement für Finanzen und Soziales vor.

## Biografie
Urs Martin wuchs in Oberaach (heute Amriswil) auf und ging an die Kantonsschule Romanshorn. 1999 bis 2004 machte er ein Studium der Staatswissenschaften an der Universität St. Gallen mit Vertiefung in internationalen Beziehungen (lic. rer. publ. HSG). Von 2004 bis 2006 war er Wissenschaftlicher Mitarbeiter im Generalsekretariat der SVP Schweiz, von 2006 bis 2010 Sekretär der SVP-Bundeshausfraktion. 2010 wechselte er als Leiter Public Affairs zur Privatklinikgruppe Hirslanden in Zürich und bildete sich berufsbegleitend mit einem CAS in Health Care Management weiter.
2008 schaffte Urs Martin die Wahl in den Grossen Rat und fiel schnell auf als Kantonsrat, der gemäss Thurgauer Zeitung «viel Geschirr zerschlug und bisweilen übers Ziel hinausschoss», auch mit Kritik an Parteifreunden. Trotzdem setzte er sich 2020 als Nachfolger des in den Ständerat wechselnden Finanzdirektors Jakob Stark knapp durch, sowohl bei der Nominierung durch die Partei wie auch, gegen Kampfkandidaturen der GP und der GLP, bei den Regierungsratswahlen vom 15. März 2020. «Noch nie hat die Thurgauer SVP einen Kandidaten aufgestellt, der so stark polarisierte», stellte die Thurgauer Zeitung fest. Die Wahl bedeute denn auch eine neue Epoche für die traditionell auf Ausgleich bedachte Partei. Der junge Regierungsrat, «welcher der oft etwas verschnarchten Thurgauer Politik nur guttun kann», trat am 1. Juni 2020, mitten in der Pandemie, das freigewordene Departement für Finanzen und Soziales an.
Urs Martin ist verheiratet und hat zwei Kinder. Er wohnt in Romanshorn.